# Olympische Winterspiele 2018/Shorttrack – 1500 m (Männer)
Der Wettkampf über 1500 m Shorttrack der Männer bei den Olympischen Winterspielen 2018 wurde am 10. Februar 2018 in der Gangneung Ice Arena ausgetragen. Olympiasieger wurde Lim Hyo-jun aus Südkorea, der mit einer Zeit von 2:10,485 min einen neuen olympischen Rekord aufstellte.

## Ergebnisse

### Vorläufe
Q – Qualifikation Halbfinale
ADV – Advanced
| Rang | Lauf | Athlet                   | Land                             | Zeit (min) | Anmerkungen |
| ---- | ---- | ------------------------ | -------------------------------- | ---------- | ----------- |
| 1    | 1    | Sándor Liu Shaolin       | Ungarn                           | 2:12,835   | Q           |
| 2    | 1    | Samuel Girard            | Kanada                           | 2:12,923   | Q           |
| 3    | 1    | Semjon Jelistratow       | Olympische Athleten aus Russland | 2:13,087   | Q           |
| 4    | 1    | Hiroki Yokoyama          | Japan                            | 2:13,323   |             |
| 5    | 1    | Ward Pétré               | Belgien                          | 2:17,362   |             |
| –    | 1    | Farrell Treacy           | Großbritannien                   | DNF        |             |
| 1    | 2    | Charles Hamelin          | Kanada                           | 2:12,130   | Q           |
| 2    | 2    | Jens Almey               | Belgien                          | 2:12,998   | Q           |
| 3    | 2    | Aaron Tran               | Vereinigte Staaten               | 2:14,133   | Q           |
| 4    | 2    | Andy Jung                | Australien                       | 2:16,995   | ADV         |
| 5    | 2    | Han Tianyu               | Volksrepublik China              | 2:38,865   | ADV         |
| –    | 2    | Yuri Confortola          | Italien                          |            | DSQ         |
| 1    | 3    | Hwang Dae-heon           | Südkorea                         | 2:15,561   | Q           |
| 2    | 3    | Itzhak de Laat           | Niederlande                      | 2:15,691   | Q           |
| 3    | 3    | Wu Dajing                | Volksrepublik China              | 2:15,823   | Q           |
| 4    | 3    | Tommaso Dotti            | Italien                          | 2:16,177   |             |
| 5    | 3    | Pascal Dion              | Kanada                           | 2:16,856   | ADV         |
| 6    | 3    | Choe Un-song             | Nordkorea                        | 2:18,213   |             |
| –    | 3    | Vladislav Bykanov        | Israel                           |            | DSQ         |
| 1    | 4    | Lim Hyo-jun              | Südkorea                         | 2:13,891   | Q           |
| 2    | 4    | Sébastien Lepape         | Frankreich                       | 2:13,965   | Q           |
| 3    | 4    | Shaoang Liu              | Ungarn                           | 2:14,160   | Q           |
| 4    | 4    | Denis Nikischa           | Kasachstan                       | 2:14,847   |             |
| 5    | 4    | Maksim Sjarhejeu         | Belarus                          | 2:15,242   |             |
| –    | 4    | Kazuki Yoshinaga         | Japan                            |            | DSQ         |
| 1    | 5    | Seo Yi-ra                | Südkorea                         | 2:18,750   | Q           |
| 2    | 5    | Roberto Puķītis          | Lettland                         | 2:18,825   | Q           |
| 3    | 5    | John Celski              | Vereinigte Staaten               | 2:19,028   | Q           |
| 4    | 5    | Keita Watanabe           | Japan                            | 2:19,205   |             |
| 5    | 5    | Csaba Burján             | Ungarn                           | 2:19,284   |             |
| 6    | 5    | Alexander Schulginow     | Olympische Athleten aus Russland | 2:19,308   |             |
| 1    | 6    | John-Henry Krueger       | Vereinigte Staaten               | 2:15,671   | Q           |
| 2    | 6    | Thibaut Fauconnet        | Frankreich                       | 2:15,768   | Q           |
| 3    | 6    | Sjinkie Knegt            | Niederlande                      | 2:15,949   | Q           |
| 4    | 6    | Pawel Sitnikow           | Olympische Athleten aus Russland | 2:33,653   |             |
| 5    | 6    | Xu Hongzhi               | Volksrepublik China              | 2:35,641   | ADV         |
| 6    | 6    | Nurbergen Schumaghasijew | Kasachstan                       | 3:04,850   |             |

### Halbfinale
QA – Qualifikation A Finale
QB – Qualifikation B Finale
ADV – Advanced
| Rang | Lauf | Athlet             | Land                             | Zeit (min) | Anmerkungen |
| ---- | ---- | ------------------ | -------------------------------- | ---------- | ----------- |
| 1    | 1    | Semjon Jelistratow | Olympische Athleten aus Russland | 2:11,003   | QA          |
| 2    | 1    | Charles Hamelin    | Kanada                           | 2:11,124   | QA          |
| 3    | 1    | Seo Yi-ra          | Südkorea                         | 2:11,126   | QB          |
| 4    | 1    | Roberto Puķītis    | Lettland                         | 2:11,165   | QB          |
| 5    | 1    | Andy Jung          | Australien                       | 2:11,183   |             |
| 6    | 1    | Samuel Girard      | Kanada                           |            | ADV         |
| –    | 1    | John Celski        | Vereinigte Staaten               |            | DSQ         |
| 1    | 2    | Sjinkie Knegt      | Niederlande                      | 2:11,900   | QA          |
| 2    | 2    | Thibaut Fauconnet  | Frankreich                       | 2:12,049   | QA          |
| 3    | 2    | Pascal Dion        | Kanada                           | 2:12,640   | QB          |
| 4    | 2    | Aaron Tran         | Vereinigte Staaten               | 2:13,487   | QB          |
| 5    | 2    | Sándor Liu Shaolin | Ungarn                           | 2:45,709   | ADV         |
| 6    | 2    | Jens Almey         | Belgien                          |            |             |
| –    | 2    | John-Henry Krueger | Vereinigte Staaten               |            | DSQ         |
| 1    | 3    | Lim Hyo-jun        | Südkorea                         | 2:11,389   | QA          |
| 2    | 3    | Hwang Dae-heon     | Südkorea                         | 2:11,469   | QA          |
| 3    | 3    | Itzhak de Laat     | Niederlande                      | 2:11,781   | ADV         |
| 4    | 3    | Han Tianyu         | Volksrepublik China              | 2:11,827   | QB          |
| 5    | 3    | Sébastien Lepape   | Frankreich                       | 2:11,967   |             |
| 6    | 3    | Xu Hongzhi         | Volksrepublik China              | 2:19,310   |             |
| –    | 3    | Shaoang Liu        | Ungarn                           |            | DSQ         |
| –    | 3    | Wu Dajing          | Volksrepublik China              |            | DSQ         |

### Finale

#### B Finale
| Rang | Athlet          | Land                | Zeit (min) | Anmerkungen |
| ---- | --------------- | ------------------- | ---------- | ----------- |
| 8    | Han Tianyu      | Volksrepublik China | 2:26,281   |             |
| 9    | Seo Yi-ra       | Südkorea            | 2:26,346   |             |
| 10   | Pascal Dion     | Kanada              | 2:26,412   |             |
| 11   | Roberto Puķītis | Lettland            | 2:26,525   |             |
| 12   | Aaron Tran      | Vereinigte Staaten  | 2:27,127   |             |

#### A Finale
| Rang | Athlet             | Land                             | Zeit (min) | Anmerkungen |
| ---- | ------------------ | -------------------------------- | ---------- | ----------- |
| 1    | Lim Hyo-jun        | Südkorea                         | 2:10,485   | OR          |
| 2    | Sjinkie Knegt      | Niederlande                      | 2:10,555   |             |
| 3    | Semjon Jelistratow | Olympische Athleten aus Russland | 2:10,687   |             |
| 4    | Samuel Girard      | Kanada                           | 2:11,176   |             |
| 5    | Sándor Liu Shaolin | Ungarn                           | 2:11,520   |             |
| 6    | Itzhak de Laat     | Niederlande                      | 2:12,362   |             |
| 7    | Thibaut Fauconnet  | Frankreich                       | 2:53,150   |             |
|      | Hwang Dae-heon     | Südkorea                         | DNF        |             |
|      | Charles Hamelin    | Kanada                           |            | DSQ         |